# Nuria Bages
Nuria Bages Romo (Monterrey, 23 de dezembro de 1950), mais conhecida apenas como Nuria Bages, é uma atriz mexicana. Muito conceituada no meio artístico, é reconhecida por sua participação ativa em telenovelas como Vivir un poco, La usurpadora, El privilegio de amar e El manantial.

## Biografia
Bages é natural de Monterrey, onde treinou academicamente como atriz e, em 1978, terminou seu curso de letras em espanhol na Universidad Autónoma de Nuevo León.
Enquanto cursava a faculdade, trabalhou como professora de literatura e espanhol em nível superior, também começou no teatro participando de várias peças, incluindo La sonata de Kreutzer, de León Tolstoy, sempre participando da companhia de sua universidade e com a direção de Julián Guajardo e Ruben Gonzales , com quem ganhou o prêmio de melhor atriz no Festival Provincial de Teatro Nacional; Graças a esse prêmio, ela foi convidada para trabalhar na Companhia Nacional de Teatro do Instituto Nacional de Belas Artes, com diretores como Héctor Azar , Héctor Gómez , José Solé , Julio Castillo e Abraham Osseranski.
Com o professor Manuel Montero, ela teve a sorte de participar de duas produções. Posteriormente, trabalhou em teatro e televisão comercial e, recentemente, com o professor Jorge Vargas . Ele também trabalhou como publicidade para uma renomada marca de sabão.
Nuria começou sua carreira con aparições na televisão mexicana desde o começo dos anos 80, Nuria Bages se convirteu em uma pessoa reconhecida após obter papel de Silvina na série "Dr. Cándido Pérez", com Jorge Ortiz de Pinedo.
Com aparições na televisão mexicana desde o início dos anos 80, Bages se tornou uma atriz reconhecida após sua participação em várias novelas de sucesso, como La fiera com Victoria Ruffo e Guillermo Capetillo; Vivir un poco com Angélica Aragón e Rogelio Guerra; Como duele callar, que estrelou ao lado de Enrique Rocha; Las vías del amor com Aracely Arámbula e Jorge Salinas, entre muitos outros, e ela ganhou prêmios AMCTE de melhor atriz e revelação.
No Brasil, entre as telenovelas em que trabalhou para a Televisa, ficou muito mais conhecida por seu trabalho como a personagem  Paula Martins em A Usurpadora no ano de 1998, e em O Privilégio de Amar intepretando Miriam.
Em 2016, ela se juntou ao elenco da nova versão de Lazos de amor, agora intitulada Tres veces Ana, desta vez produzida por Angelli Nesma Medina e onde compartilha créditos com Susana Dosamantes, Blanca Guerra e Eric del Castillo. No final do mesmo ano, ela foi confirmada como a principal antagonista da novela Enamorándome de Ramón.

## Vida pessoal
Com o ator Jorge Ortiz de Pinedo, Nuria teve uma larga relação sentimental que culminou que o show em  que compatilhavam como protagonistas não saisse mais do ar.

## Filmografia

### Televisão
| Ano  | Título                              | Personagem                            | Notas                                   |
| ---- | ----------------------------------- | ------------------------------------- | --------------------------------------- |
| 1980 | Soledad                             | Cinthia                               | Debut em televisão                      |
| 1982 | Vanessa                             | Jane                                  |                                         |
| 1983 | Amalia Batista                      | Margarita                             |                                         |
| 1983 | La fiera                            | Elena                                 |                                         |
| 1983 | Bianca Vidal                        | Adriana                               |                                         |
| 1984 | Los años felices                    |                                       |                                         |
| 1985 | Vivir un poco                       | Alfonsina Dávalos de Larrea           |                                         |
| 1986 | Seducción                           |                                       |                                         |
| 1987 | Cándido Pérez, Dr.                  | Silvina Pérez                         |                                         |
| 1987 | Como Duele Callar                   |                                       |                                         |
| 1988 | El pecado de Oyuki                  | Renée                                 |                                         |
| 1993 | Los parientes pobres                | María Inés dos Santos                 |                                         |
| 1995 | Bajo un mismo rostro                | Laura                                 |                                         |
| 1996 | Mi querida Isabel                   | Sagrario                              |                                         |
| 1996 | Canción de amor                     | Nora                                  |                                         |
| 1997 | Mujer, casos de la vida real        |                                       | Episódio: "Fiesta inovidable"           |
| 1998 | La Usurpadora                       | Paula Martínez                        | Episódios: "10-11 de fevereiro de 1998" |
| 1998 | El privilegio de amar               | Miriam Arango                         |                                         |
| 1999 | Amor Gitano                         | Costanza de Astolfi                   |                                         |
| 1999 | Cuento de Navidad                   |                                       | Especial de fim de ano                  |
| 2001 | El Manantial                        | Martha Eloísa Castañeda Vda. de Osuna |                                         |
| 2002 | Las vías del amor                   | Olga Vázquez de Gutiérrez             |                                         |
| 2003 | Amar otra vez                       | Esperanza Suárez                      |                                         |
| 2005 | Pablo y Andrea                      | Gertrudris                            |                                         |
| 2006 | Heridas de amor                     | Fernanda                              |                                         |
| 2007 | La fea más bella                    | Esposa desesperada                    | Episódio: "25 de fevereiro de 2007"     |
| 2008 | Alma de Hierro                      | LOca                                  |                                         |
| 2008 | Mujeres asesinas                    | Lorena González                       | Episódio: "Sonia, desalmada"            |
| 2008 | Querida enemiga                     | Madre Asunción                        |                                         |
| 2009 | Mujeres asesinas                    | Ofélia Oropeza                        | Episódio: "Ofelia, enamorada"           |
| 2009 | La Rosa de Guadalupe                | Victoria                              | Episódio: "Un pedazo de mi corazón"     |
| 2011 | La fuerza del destino               |                                       |                                         |
| 2012 | Por ella soy Eva                    | Amiga de Eugênia                      | Episódio: "8 de maio de 2012"           |
| 2012 | La Rosa de Guadalupe                | Lorena                                | Episódio: "Buena cosecha"               |
| 2012 | Porque el amor manda                | Teté Corcuera                         |                                         |
| 2013 | Mentir para vivir                   | Fidelia Bretón                        |                                         |
| 2014 | El color de la pasión               | Aida Lugo                             |                                         |
| 2015 | La vecina                           | Dolores                               |                                         |
| 2016 | Tres veces Ana                      | Leonor Muñoz                          |                                         |
| 2017 | Enamorándome de Ramón               | Hortensia Requena Vda. de Medina      |                                         |
| 2018 | Por amar sin ley                    | Cynthia                               | Temporada 1                             |
| 2018 | Y mañana será otro día              | Eugenia "Tita" Lazcano                |                                         |
| 2019 | Juntos el corazón nunca se equivoca | Nora Ortega Fabela                    |                                         |
| 2020 | Te doy la vida                      | Esther Salazar de Garrido             |                                         |
| 2021 | SOS me estoy enamorando             | Delia Cano de Muñoz                   |                                         |

### Cinema
| Ano  | Título                                 | Personagem            | Notas |
| ---- | -------------------------------------- | --------------------- | ----- |
| 1984 | Delincuente                            | Mãe de Cecília Suárez |       |
| 1987 | ¿Nos traicionará el presidente?        |                       |       |
| 1988 | Vacaciones de terror                   |                       |       |
| 1991 | Cándido Pérez, especialista en señoras | Silvina Pérez         |       |
| 1992 | Cándido de día, Pérez de noche         | Silvina Pérez         |       |

## Teatro
- La forma que se despliega (2012)
- La retirada (2010) - Alicia[4][5]
- Hay que deshacer la casa (2002) - Ana[6]
- Entre mujeres (1993)[7]
- Los monólogos de la vagina
- Lauros de la noche
- Cena de matrimonios
- Sonata de Kreutzer (1978)

## Prêmios e Indicações
| Ano  | Festival                                        | Categoria                | Nomeações            | Resultado |
| ---- | ----------------------------------------------- | ------------------------ | -------------------- | --------- |
| 1979 | Prêmio Festival Nacional de Teatro de Provincia | Melhor Atriz             | La Sonata a Kreutzer | Venceu    |
| 1994 | Prêmios ACE de Nova York                        | Melhor Atriz             | Los parientes pobres | Venceu    |
| 2003 | Prêmio TVyNovelas                               | Melhor Atriz Coadjuvante | Las vías del amor    | Indicada  |